# Saldome

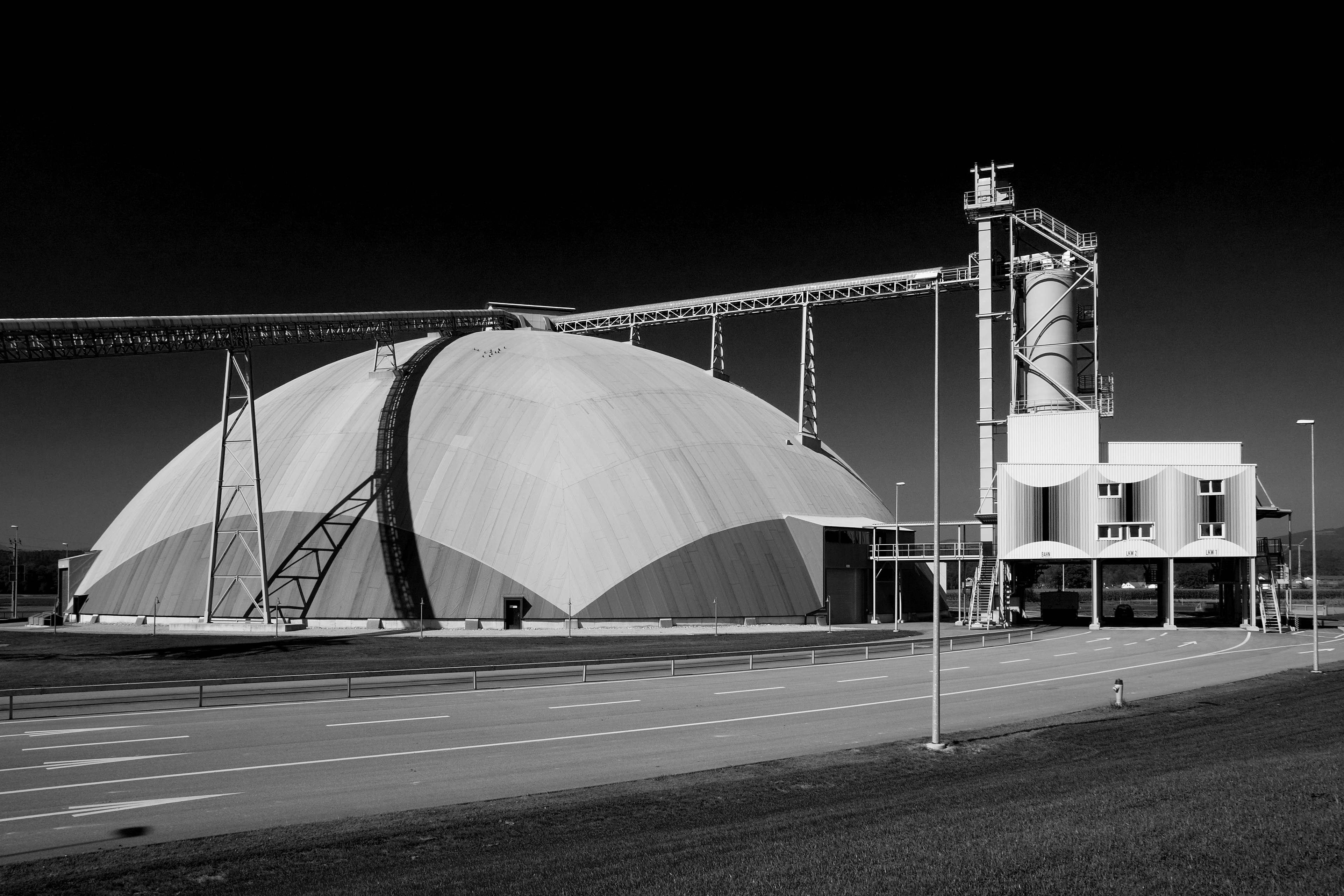
Der Saldome mit Be- und Entladestation

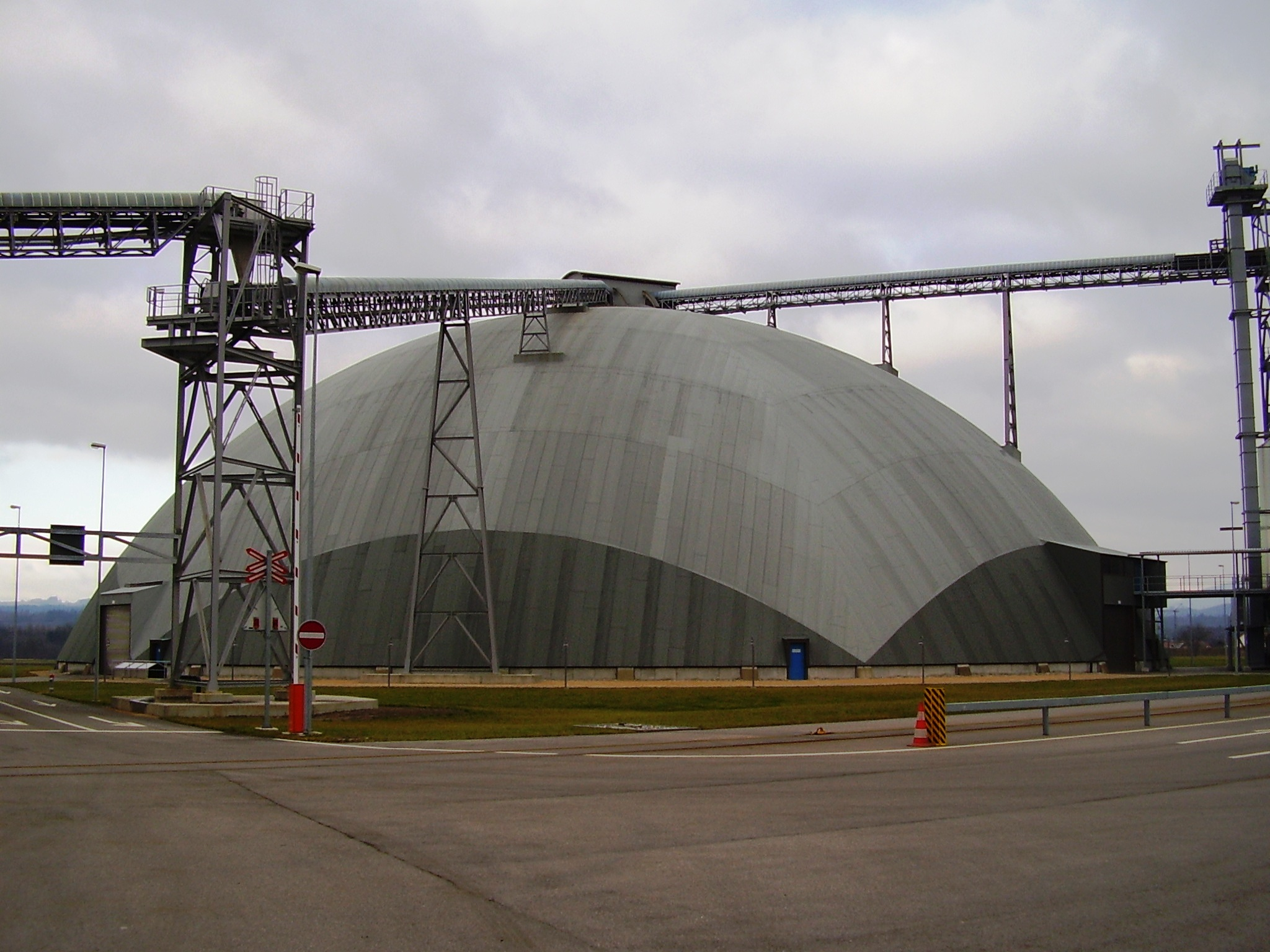
Der Saldome farbig

Der Saldome und der Saldome2 sind zwei kuppelförmige Lagerhallen für Streusalz in Rheinfelden bei Möhlin im Schweizer Kanton Aargau. Sie wurden am Ortseingang von Möhlin, beim Ortsteil Riburg, auf dem Gelände der Saline Riburg der Schweizer Salinen in der Holzleimbinder-Bauweise errichtet. Entworfen und erbaut wurden sie vom Holztechnologieunternehmen Häring aus dem nahegelegenen Pratteln. Die erste Kuppel hat einen Durchmesser von 93 m und eine Höhe von 31 m und wurde nach einjähriger Bauzeit in Betrieb genommen (August 2005). Der Saldome2 war der grösste Kuppelbau Europas und ist inzwischen immer noch der  grösste Holz-Kuppelbau Europas (120 m, Höhe 32,5 m; 2012).

## Saldome
Der Bau hat einen Durchmesser von 93 Metern und eine Höhe von 31 Metern. Er wurde ab April 2004 errichtet und im August 2005 nach einjähriger Bauzeit in Betrieb genommen.
Die Halle hat mit 80'000 Tonnen Salz eine rund doppelt so hohe Kapazität wie eine normale Lagerhalle, verbrauchte durch ihre an die Kugelform angenäherte Bauart jedoch nur halb so viel an Baumaterialien (hauptsächlich 1'500 Kubikmeter unbehandeltes Holz, entsprechend etwa 400 Bäumen im Alter von etwa 80 bis 100 Jahren). Zu etwa 60 % wurde Weisstanne verwendet, zu 40 % Fichte (alle aus nahegelegenen Forsten). Die Holzbauweise hat technische Gründe, weder Beton noch Stahl würden der enormen Salzbelastung langfristig widerstehen. Er wird auch ökologischen Kriterien gerecht: Die Weisstannen und Fichten für das Tragwerk stammen zu einem guten Teil aus dem nahen Rheinfelder Forst und wurden in einem Schweizer Holzbauunternehmen unbehandelt zur Tragkonstruktion aus verleimten Bogenbalken verarbeitet. Die salzhaltige Luft wird hingegen das Holz konservieren.
Mit Inbetriebnahme konnten die Rheinsalinen in Riburg ihre zentrale Lagerkapazität auf etwa 150'000 Tonnen verdoppeln. Dies entspricht etwa dem Anderthalbfachen eines durchschnittlichen Jahresbedarfs. Tausalz-Engpässe, wie sie in den Wintern 1999, 2003 und 2005 vorkamen, sollte es in Zukunft nicht mehr geben. Im Schnitt werden pro Jahr rund 100'000 Tonnen Tausalz benötigt.
Das Tragwerk besteht aus drei sich durchdringenden Bogensystemen, die eine Holznetzschale bilden. In deren 163 Knotenpunkten sind jeweils sechs Bogenteile aus Brettschichtholz in einem Zentralrohr verschraubt. Die Knoten sind wiederum mit etwa 400 Trägerbalken untereinander verbunden. Diese Konstruktion wurde von der Firma Häring entworfen.
Der Bau wurde aus Anlass der Weltausstellung 2005 in Aichi/Japan mit dem Global Eco-Tech Award 2005 ausgezeichnet.

## Saldome 2

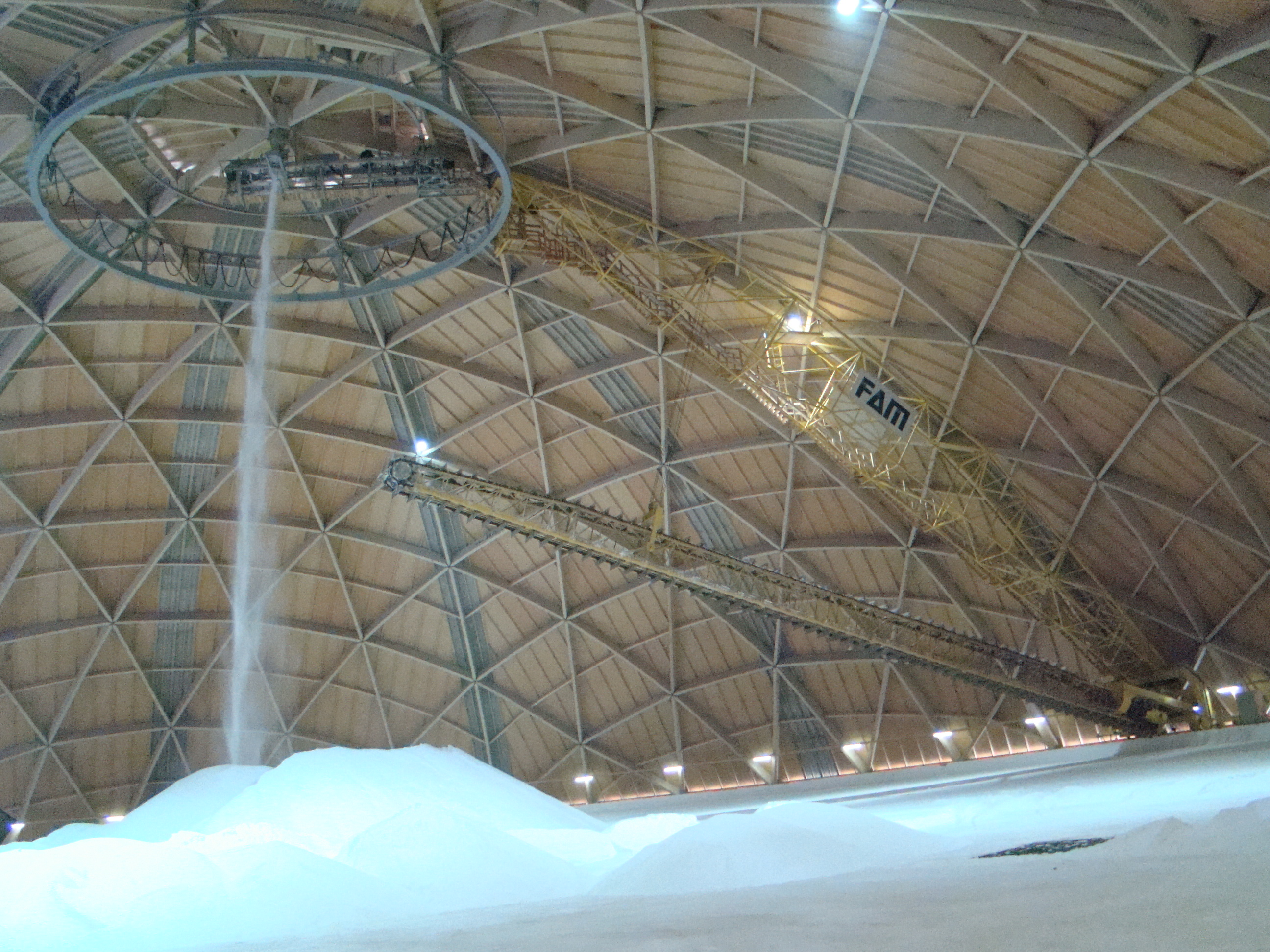
Der neue Saldome 2 von innen.

Am 6. Juni 2011 wurde mit dem Bau des Saldome2 begonnen. Dieser weist eine noch grössere Kuppel mit einem Durchmesser von 120 Metern und einer Höhe von 32,5 Metern auf. Er hat eine Kapazität von deutlich über 100'000 Tonnen Salz und wurde im Mai 2012 eingeweiht. Rund 1'300 Kubikmeter Holz wurden für den futuristisch anmutenden Kuppelbau benötigt. Das entspricht mengenmäßig ungefähr 500 stattlichen Bäumen, die alle zwischen 80 und 100 Jahren erreicht haben. Auch Saldome 2 wurde von Häring erbaut.